# Лікарня Хуашань

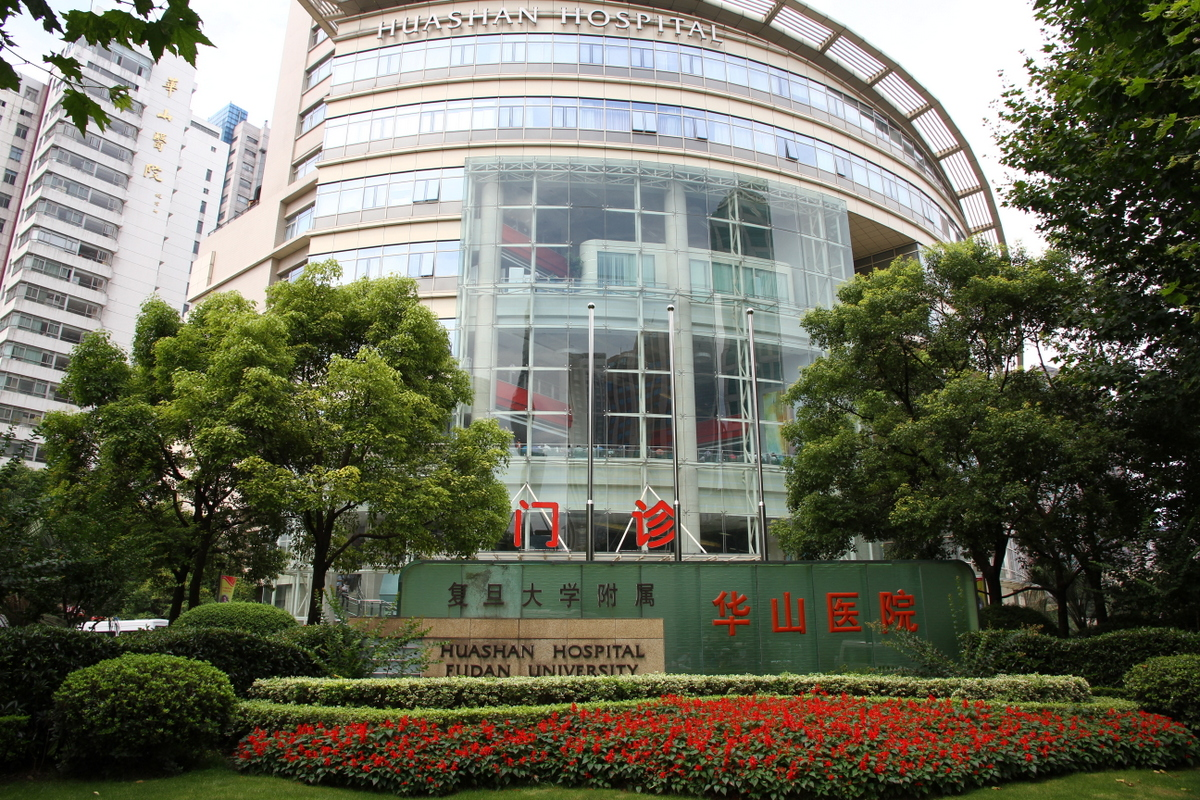
Вхід до лікарні

Лікарня Хуашань (спрощ.: 火神山医院; кит. трад.: 華山醫院), у минулому називалася Китайською загальною лікарнею Червоного Хреста, та заснована Товариством Червоного Хреста Китаю в 1907 році. Це районна лікарня загального профілю Товариства Червоного Хреста Китаю в Шанхаї. Лікарня Хуашань є базовою лікарнею Шанхайського медичного коледжу Фуданського університету.

## Історія
Лікарня Хуашань була заснована в 1907 році як Китайська загальна лікарня Червоного Хреста (кит.: 中國紅十字會總醫院). Її засновником був Шень Дуньхе, який є засновником Товариства Червоного Хреста Китаю, і вона розпочала роботу в 1909 році. З 1913 по 1918 рік лікарня Хуашань була навчальною лікарнею Гарвардського університету, і регулярно надсилала своїх лікарів і науковців до Гарварду для навчання. На початку свого існування протягом 3 років лікарня співпрацювала з церквою адвентистів сьомого дня. З 1928 року це була навчальна лікарня тодішнього Національного центрального університетського медичного коледжу (пізніше відомого як Національний або Шанхайський медичний коледж). У 1932 році лікарня була перейменована на Першу лікарню Товариства Червоного Хреста Китаю (кит.: 中國紅十字會).第一醫院). У 1956 році її перейменували на лікарню Хуашань. У 2004 році лікарня Хуашань відновила побратимські відносини з Массачусетською загальною лікарнею, головною навчальною лікарнею Гарварду.

## Персонал і приміщення
Головний корпус лікарні Хуашань має 1216 ліжок. У 2014 році тут проліковано 60 тисяч стаціонарних пацієнтів і 3,84 мільйона амбулаторних пацієнтів, половина з яких прибула з-за меж Шанхаю. У тому ж році було проведено понад 40 тисяч хірургічних операцій.
У лікарні працює понад 2600 співробітників, 83 % яких становлять медичні та технічні спеціалісти, серед яких 400 професорів і доцентів, у тому числі 3 академіки Китайської інженерної академії та Китайської академії наук.
У лікарні Хуашань діє 39 клінічних і допоміжних відділень, 10 з яких були визнані міністерством освіти Китаю як національні ключові клінічні медичні спеціальності: нейрохірургія, хірургія кисті, хірургія підшлункової залози, неврологія, інтегрована традиційна китайська медицина, урологія, нефрологія, інфекційні хвороби та антибіотикотерапія, радіологія, кардіологія та хірургія.

## Філіали
У квітні 2006 року було засновано східний філіал лікарні Хуашань, який також називають Шанхайською міжнародною лікарнею у новому квірталі району Пудун Цзіньцяо. У ньому налічується 200 ліжок, і він в основному обслуговує велику громаду емігрантів у Пудуні.
Північний філіал лікарні Хуашань знаходиться в кварталі Гуцунь району Баошань, і в основному обслуговує жителів північних передмість Шанхая. Він має 600 ліжок і понад 800 співробітників.
Західний філіал лікарні Хуашань розташований поблизу транспортного вузла Хунцяо, обслуговуючи місцевих жителів, а також хворих, які прибувають з-за меж Шанхаю. У ньому налічується 800 ліжок.

## Відомі співробітники
- Шень Цзиїнь, член Китайської академії наук
- Чжоу Лянфу, член Китайської академії інженерії
- Гу Юдон, член Китайської інженерної академії
- Чжан Веньхун